# Poa helenae
Poa helenae är en gräsart som beskrevs av Jan Frederik Veldkamp. Poa helenae ingår i släktet gröen, och familjen gräs. Inga underarter finns listade i Catalogue of Life.